# Mikuláš z Drážďan
Mistr Mikuláš z Drážďan († 1417, Míšeň) byl německý kněz, spisovatel, bakalář církevního práva a spolupracovník Jakoubka ze Stříbra. Měl velký vliv na rodící se husitské hnutí, zejména na učení táborů. Jeho přínos spočívá především v tom, že českému prostředí zprostředkoval valdenské názory. Podílel se i na tom, že se roku 1414 v Praze začala podávat svátost oltářní pod obojí způsobou.

## Život
Mikuláš byl v roce 1411 spolu s dalšími mistry Petrem z Drážďan a Fridrichem Eppinge pro kacířské názory vyhnán z Drážďan a uchýlil se do Prahy. Mikuláš v Praze pobýval už dříve, ale odešel v roce 1409 s jinými Němci po vydání Dekretu kutnohorského. Český univerzitní národ poskytl drážďanským uprchlíkům dům U Černé růže v Praze Na příkopě, aby tam založili soukromou školu. Provaldensky orientovaná škola U Černé růže se záhy stala významnou oporou Husových stoupenců. Mikuláš se stal nejpozději v roce 1414 Jakoubkovým spolupracovníkem a kázal stejně jako on v kostele sv. Michala na Starém Městě pražském. Mikulášovy názory byly o něco radikálnější než názory Jakoubkovy. Jeho učení celkově vycházelo z učení valdenských. Rád proti sobě stavěl církev prvotní a církev soudobou, kritizoval řeholní život, kněz podle něj měl být chudý, prostý, pokorný a trpělivý jako Kristus. Špatného kněze nepovažoval za kněze a mše svatokupců považoval za neplatné. Byl proti obrazům a jejich uctívání. Mikuláš popíral existenci očistce (Jakoubek proti němu existenci očistce hájil), modlitby za mrtvé i úctu ke svatým, odmítal přísahy, trest smrti i jakékoli prolévání krve, a tvrdil, že každý laik, dokonce i žena, může a má kázat. Světská moc podle něj měla poslání zbavit duchovenstvo bohatství. V Praze setrval asi do roku 1416. Proč z Prahy odešel, nevíme. Nejspíše kvůli roztržce s českými mistry, snad chtěl prohloubit styky s valdenskými v Německu. V Míšni ho dopadla inkvizice a zřejmě v roce 1417 byl upálen.